# 저 하늘에도 슬픔이 2
"저 하늘에도 슬픔이 2"는 한국에서 제작된 이상언 감독의 1970년 드라마 영화이다. 신영균 등이 주연으로 출연하였고 강대진 등이 제작에 참여하였다.

## 출연

### 주연
- 신영균
- 김천만
- 주증녀

## 기타
- 원작자: 이윤복
- 조명: 김윤덕
- 미술: 홍명기